# Casshern (film)
Casshern  (japoneză キャシャーン, transliterat Kyashān) este un film japonez din 2004, științifico-fantastic, bazat pe un serial anime cu același nume. Este regizat de Kazuaki Kiriya pe baza unui scenariu scris de Kazuaki Kiriya. În film apar Yusuke Iseya (în rolul lui Tetsuya Azuma/Casshern), Kumiko Aso (Luna Kozuki), Toshiaki Karasawa (în rolul lui Burai), Mayumi Sada (în rolul lui Saguree) și Jun Kaname (în rolul lui Barashin).

## Povestea
Acțiunea are loc în jurul anului 2075. După 15 ani de război neîntrerupt între Federația Estului și Eurasia, Federația Estului preia controlul continentului Eurasia. O mișcare de rezistență apare în Zona 7 și Federația își mobilizează iar trupele. Cu toate acestea, războiul și industria grea au dus la poluarea mediului înconjurător, sănătatea cetățenilor Federației fiind precară.
În Federație. Ministrul Sănătății, Dr. Azuma își prezintă ultima sa descoperire, Neo-Celulele, celule umane care, teoretic, pot fi folosite pentru a regenera țesuturile umane. Neo-Celulele se găsesc numai în genomul unui grup etnic primitiv care se va dovedi a fi format din strămoșii omenirii. Kaoru Naito, de la Nikko Hairal Inc., o instituție a armatei, îi oferă lui Azuma echipamentul și fondurile necesare. Azuma este convins atunci când Naito insinuează că acest aranjament va ajuta oamenii, de asemenea, Dr. Azuma o vindecă  pe soția sa, Midori.
Urmează o ședință foto la reședința familiei lui Azuma și comemorarea lui Tetsuya (fiul lui Azuma), logodit cu Luna. Ei discută dacă Tetsuya să se înroleze ca soldat. Un an mai târziu, Tetsuya este dislocat în Eurasia, zona 7. El ucide civili, dar este omorât de o bombă-capcană.
Azuma îl invită pe tatăl lui Luna, Dr. Kozuki, în laboratorul său de la Nikko Hairal Inc. Ei sunt rivali, deoarece cercetările celulare întreprinse de Azuma duc la concedierea celor din proiectul lui Kozuki de cercetare a unei armuri supreme. Cu toate acestea, deși organele au fost cultivate din Neo-Celulele, ele nu pot fi folosite. Între timp, Midori, acum aproape orb, este vizitat de fantoma lui Tetsuya. La scurt timp după ce ea i-a spus despre moartea sa. Corpul lui Tetsuya este trimis la laboratorul lui Azuma.
Fantoma lui Tetsuya își vede corpul. Un fulger lovește laboratorul și stimulează Neo-Celulele, facând ca membre și organe să se restructureze în oameni. Naito cere militarilor să omoare noile creaturi apărute. Dar câțiva scapă și se întâlnesc cu Midori care se afla în mașina ei, în cele din urmă ei pleacă cu această mașină.
Azuma duce corpul lui Tetsuya în laboratorul său. Tetsuya este înviat, dar starea lui este instabilă, așa că este dus la reședința lui Kozuki. Kozuki îl echipează cu armura sa de luptă prototip.
Neo-oamenii călătoresc în Zona 7, adăpostindu-se sub un castel abandonat, unde vor descoperi o armată formată din roboți de luptă. Se autointitulează Neo-Sapiens și încep să-i răzbune pe cei asemănători lor care au fost omorâți de oameni. Ei reactivează roboții pentru a purta un război contra umanității.
Casa lui Kozuki este atacată și Tetsuya este trezit. El o ucide pe femeia neo-Sapiens, Saguree, dar nu îl poate salva pe profesorul Kozuki. Tetsuya fuge cu Luna, dar se confruntă cu un batalion de roboți. După ce îi elimină, Tetsuya luptă cu conducătorul lor, Burai dar își pierde conștiința. Apoi, când își revine, se duce cu Luna în Zona 7, dar drumul este contaminat, iar Luna se îmbolnăvește.
Tetsuya este găsit într-o pădure de către un medic și dus la un sat din apropiere, în Zona 7, unde medicul o tratează pe Luna. Este dezvăluit faptul că oamenii din Zona Șapte nu sunt teroriști, dar au fost sacrificați timp de zeci de ani, din cauza politicilor guvernamentale discriminatorii. Medicul îi spune lui Tetsuya despre o legendă locala a unei zeități protectoare numite Casshern -o zeitate a cărei statuie apare de numeroase ori  în film. Satul este atacat de militari dar și de Barashin cu un grup de Neo-sapiens. Tetsuya se luptă cu Barashin pe care-l învinge și-l ucide. Tetsuya o pierde pe Luna, care se află, împreună cu un Neo-sapien, într-un tren plin cu săteni capturați în Zona 7. Luna este salvată de dr. Azuma, dar Neo-Sapien-ul este rănit.  

## Distribuție
- Yusuke Iseya este Tetsuya Azuma/Casshern
- Kumiko Aso este Luna Kozuki
- Akira Terao este Profesorul Kotaro Azuma
- Kanako Higuchi este Midori Azuma
- Fumiyo Kohinata este Profesorul Kozuki
- Hiroyuki Miyasako este Akubon
- Jun Kaname este Barashin
- Hidetoshi Nishijima este Locotenent-Colonelul Kamijo
- Mitsuhiro Oikawa este Kaoru Naito
- Susumu Terajima este Sakamoto
- Hideji Otaki este Președintele Kamijo
- Tatsuya Mihashi este Profesorul Furoi
- Toshiaki Karasawa este Burai
- Mayumi Sada este Saguree
- Tetsuji Tamayama